# Mario Solimeno
Mario Solimeno (Cava de' Tirreni, 3 novembre 1967) è un ex calciatore italiano, di ruolo difensore.

## Carriera
Ha giocato in Serie B con le maglie di Acireale, Fidelis Andria e Alzano Virescit, per un totale di 106 presenze e 2 reti.

## Palmarès

### Club

#### Competizioni nazionali
- Campionato italiano Serie C1: 1

Alzano: 1998-1999
- Coppa Italia Serie C: 1

Alzano Virescit: 1997-1998